# Сан Дамијано Макра
Сан Дамијано Макра (итал. San Damiano Macra) је насеље у Италији у округу Кунео, региону Пијемонт.
Према процени из 2011. у насељу је живело 286 становника. Насеље се налази на надморској висини од 756 м.

## Становништво
Према резултатима пописа становништва 2011. у општини је живело 439 становника.
| 1931. | 1936. | 1951. | 1961. | 1971. | 1981. | 1991. | 2001. | 2011. |
| ----- | ----- | ----- | ----- | ----- | ----- | ----- | ----- | ----- |
| 3.208 | 2.469 | 2.149 | 1.524 | 1.017 | 690   | 548   | 477   | 439   |